# Ary Fontoura
Ary Beira Fontoura (n. 27 ianuarie 1933, Curitiba, Paraná, Brazilia) este un actor și regizor brazilian.
A creat personaje de neuitat, cum ar fi profesorul botanist Baltazar Câmara din O Espigão, profesorul sinistru Aristóbolo Camargo din Saramandaia; mizerabilul Nonô Correia din Amor com Amor Se Paga; primarul emblematic Florindo "Seu Flô" Abelha din Roque Santeiro; actorul Nero Petraglia din Copilul la bord; colonelul autoritar Artur da Tapitanga din Tieta; deputatul corupt Pitágoras de A Indomada și Porto dos Milagres; misteriosul Silveirinha de A Favorita; primarul Isaías "Zazá" Junqueira din Morde & Assopra și personajul Dr. Lutero din Dragoste de viață.
În 2016, a interpretat fermierul Quinzinho în Êta Mundo Bom, romanul celor 6 de Rede Globo, scris de Walcyr Carrasco.